# Toyomitsu Takayuki
Takayuki Toyomitsu (sinh ngày 2 tháng 4 năm 1987) là một cầu thủ bóng đá người Nhật Bản.

## Sự nghiệp câu lạc bộ
Takayuki Toyomitsu đã từng chơi cho Vissel Kobe.